# Гиперсомния
Гиперсомния (др.-греч. ύπέρ - «над, выше» + сон) — термин, обозначающий наличие чрезмерной дневной сонливости или избыточной продолжительности сна. Следует различать психофизиологическую гиперсомнию, наблюдающуюся у здоровых лиц при недостаточном ночном сне или в условиях стресса, и различные патологические варианты гиперсомнии, например, нарколепсию, идиопатическую гиперсомнию, различные феномены сна (синдром апноэ во сне, двигательные расстройства во сне), невротические расстройства, посттравматическую гиперсомнию, лекарственную гиперсомнию, нарушение циркадных ритмов и т.д.
Для диагностики гиперсомнии существуют определённые шкалы и тесты (например, шкала сонливости Эпворта); тесты выполняются на консультации у специалиста, а при желании могут быть проведены пациентами самостоятельно.
У некоторых лиц, страдающих гиперсомнией, наблюдается утрата социальных, бытовых, профессиональных навыков. Как правило, гиперсомния возникает в молодом возрасте.
Основным симптомом гиперсомнии является чрезмерная дневная сонливость (ЭДС) или длительный ночной сон, который наблюдался в течение по крайней мере 3 месяцев до постановки диагноза.
Сонное опьянение также является симптомом гиперсомнии, это трудность перехода от сна к бодрствованию. Пациенты, страдающие сонным опьянением, сообщают о пробуждении с путаницей, дезориентацией, медлительностью и повторными возвращениями ко сну.
Он также появляется у людей, не страдающих гиперсомнией, например, после слишком короткого ночного сна. Усталость и употребление алкоголя или снотворных также могут вызвать сонное опьянение. Это также связано с раздражительностью: люди, которые сердятся незадолго до сна, как правило, страдают от сонного опьянения.
По данным Американской Академии Медицины Сна, пациенты с гиперсомнией часто подолгу дремлют в течение дня, что в большинстве случаев не подкрепляет их. Исследователи обнаружили, что сон обычно бывает более частым и длительным у пациентов, чем у контрольной группы. Кроме того, 75% пациентов сообщают, что короткий сон не освежает их.

## Нарколепсия
Наиболее клинически значимой гиперсомнией является нарколепсия, характеризующаяся избыточной дневной сонливостью с императивными (непреодолимыми) эпизодами дневного сна; беспокойным ночным сном и чувством невыспанности; галлюцинациями при засыпании или пробуждении; катаплексией (внезапной утратой мышечного тонуса, как правило возникающей на фоне сильных эмоциональных переживаний); катаплексией пробуждения.
При нарколепсии наблюдается раннее наступление фазы быстрого сна (непосредственно после засыпания или в течение первых минут сна), уменьшение выраженности d-сна (от англ. desynchronized — десинхронизированный) и появление частых эпизодов бодрствования в период ночного сна. Нарколепсия является пожизненным заболеванием, её лечение симптоматическое.

## Другие гиперсомнии
Одной из форм гиперсомнии является идиопатическая гиперсомния, начинающаяся обычно у лиц молодого возраста (15—30 лет). При идиопатической гиперсомнии наблюдается повышенная дневная сонливость, сохраняющаяся при напряжённом бодрствовании. Отмечаются эпизоды дневного засыпания, обычно в состоянии расслабленного бодрствования, без императивности, характерной для нарколепсии, с непродолжительным «восстановлением». Утреннее пробуждение затруднено, во время пробуждения может наблюдаться агрессивность. d-сон у больных идиопатической гиперсомнией хорошо выражен, при этом его значительная часть может приходиться на последние циклы сна, что не свойственно для здоровых лиц и больных с нарколепсией. Время засыпания уменьшено.
Среди известных причин гиперсомний — травмы головного мозга, невротические расстройства, клиническая депрессия, уремия, фибромиалгия, апноэ сна, синдром беспокойных ног и синдром периодических движений конечностей. Также гиперсомния может быть побочным эффектом приёма некоторых психотропных препаратов, возможно развитие гиперсомнии при наркомании и алкоголизме. Возможна генетическая предрасположенность.